# Treize Attributs de Dieu
Les treize attributs de la miséricorde ou Shelosh-'Esreh Middot HaRakhamim (traduit de l'hébreu : שָׁלוֹשׁ עֶשְׂרֵה מִידוֹת הרַחֲמִים) énumérés dans le livre de l'Exode (Ex 34,6-7) sont les treize attributs de Dieu avec lesquels, selon le judaïsme, Dieu régit le monde.
Selon l'explication de Maïmonide, ces attributs ne doivent pas être considérés comme des qualités inhérentes à Dieu, mais comme des attributs de son activité par lesquels ses actions deviennent accessibles à la compréhension humaine. D'après le Sifre (Dt 11,22), ces treize attributs ne sont pas appelés "middot" (un mot qui a aussi le sens de "qualités", "règles" et "mesures") mais "derakim" (voies du Seigneur) que le Seigneur a lui-même proclamés au prophète Moïse qui les a rapportés au peuple (Ex 33,13).

## Division
Le nombre treize est issu des traditions talmudique et rabbinique. Les opinions divergent quant à l'attribut par lequel les 13 attributs commencent et par lequel ils se terminent, c'est-à-dire le 1er et le 13e attribut. Selon certains auteurs, les treize attributs commencent par le premier "Adonaï", au verset 6, et se terminent par le mot "ve-nakeh" au verset 7. Les attributs uniques sont contenus dans les versets comme suit:
1. יְהוָה YHVH ("Adonaï") : compassion pour la personne avant son péché ;
2. יְהוָה YHVH ("Adonaï"): compassion pour la personne après son péché ;
3. אֵל El : omnipotent dans sa compassion pour donner à toutes les créatures selon leurs besoins;
4. רַחוּם Rachum : miséricordieux, que l'humanité ne soit pas affligée ;
5. וְחַנּוּן VeChanun : et miséricordieux si l'humanité est déjà en détresse ;
6. אֶרֶךְ אַפַּיִם Erech appayim : lent à la colère ;
7. וְרַב-חֶסֶד VeRav chesed : et plein d'amour ;
8. וֶאֱמֶת VeEmet : et la vérité ;
9. נֹצֵר חֶסֶד לָאֲלָפִים Notzer chesed laalafim : gracieux envers des milliers de personnes ;
10. נֹשֵׂא עָוֹן Noseh avon : pardonner l'iniquité ;
11. וָפֶשַׁע VaFeshah : et la transgression ;
12. וְחַטָּאָה VeChata'ah : et le péché ;
13. וְנַקֵּה VeNakeh : et purifier.

Rabbi Nissim, Isaac Alfasi et pour d'autres auteurs, les treize attributs ne commencent qu'au deuxième "Adonaï", car le premier "Adonaï" est le sujet de "va-yikra" (et il l'a proclamé).

## Usage liturgique
L'usage général veut que les diverses récitations des treize middot commencent par le premier "Adonaï" et se terminent par le 13e "ve-nakeh".
Ils ne doivent pas être récités par une seule personne dans la prière, mais par au moins dix personnes, un minyan.
- Ils sont récités tous les jours de fêtes, sauf le Chabbat, lorsque le Sefer Torah est retiré de l'Arche.
- Il est également d'usage que les jours de jeûne où Ex 32,11-14 et Ex 34,1-10 sont lus, que le lecteur Hazzan s’arrête au mot "va-yikra" (et il l'a proclamé) afin que la communauté puisse réciter les treize attributs, après quoi le Hazzan continue sa lecture.
- Les treize middot (attributs) sont très souvent récités dans des prières pénitentielles, comme dans le cas de la seliḥah (demande de pardon) qui se récite à la veille de Rosh ha-Shana (nouvel an), qui se répète lors du service du matin le jour de Yom Kippour (Jour des Expiations), et qui commence par les mots "Shelosh 'esreh middot" et dans le pizmon Ezkera Elohim d’Amittai b. Shephatia pour le cinquième jour de repentance, qui est récité également lors de l'office du soir du Jour des Expiations (et dans certaines liturgies, la seliḥah de la liturgie de Neilah conclue Yom Kippour), et dans laquelle l'attribut de miséricorde est particulièrement invoqué.
- Les jours de jeûne ainsi que la semaine précédant le Nouvel An (les jours dits seliḥot), et les jours entre le Nouvel An et le jour des Expiations, appelés jours de repentance, de nombreuses prières pénitentielles sont récitées aux prières quotidiennes habituelles. Après chaque demande, les treize middot sont récités avec leur prière introductive, le célèbre El Melech yoshev, qui se déroule comme suit: "Le Roi tout-puissant, assis sur le trône de la miséricorde, fais preuve de ta compassion et pardonne les péchés de ton peuple en supprimant toujours sa culpabilité passée, accorde souvent pardon aux pécheurs et pardonne aux transgresseurs, manifestant ainsi ta bonté à notre corps et notre âme, et ne les punissant pas pour leur iniquité; Tout-Puissant, comme Tu nous as appris à réciter les treize [middot], souviens-toi maintenant de l'alliance treize fois, comme tu l'avais autrefois proclamée au modeste [Moïse], comme il est écrit" (à la suite des versets Ex 34,5–7a et 9b)[1].